# Jan IV van Armagnac
Jan IV van Armagnac (Rodez, 15 oktober 1396 - L'Isle-Jourdain, 5 november 1450) was van 1418 tot aan zijn dood graaf van Armagnac, Fézensac en Rodez. Hij behoorde tot het huis Lomagne.

## Levensloop
Jan IV was de zoon van graaf Bernard VII van Armagnac en Bonne van Berry, dochter van hertog Jan van Berry. Na de dood van zijn vader in 1418 werd hij graaf van Armagnac, Fézensac en Rodez. 
Zijn vader had met militair geweld het graafschap Comminges ingenomen. Jan kon echter niet verhinderen dat de rechtmatige gravin, Margaretha, hertrouwde met Matheus van Foix, waardoor hij het gebied definitief verloor.
In 1425 huldigde hij als graaf van Armagnac koning Johan II van Castilië als leenheer van zijn gebieden. Koning Karel VII van Frankrijk, de vorige leenheer, was toen verwikkeld in de Honderdjarige Oorlog met Engeland en kon daardoor niet ingrijpen. Karel VII vergat deze vernedering echter niet. Toen Jan IV zijn dochter Isabella wilde uithuwelijken met koning Hendrik VI van Engeland, moest hij de verloving na dreigementen van de Franse koning annuleren.
In 1440 nam hij deel aan de Praguerie, een opstand van de Franse adel aangevoerd door de dauphin, de latere koning Lodewijk XI. Nadat koning Karel VII de opstand had neergeslagen, bood hij genade aan de edelen als ze zich volledig zouden onderwerpen. Jan IV weigerde dit en Karel VII dwong de dauphin zijn voormalige bondgenoot gevangen te nemen. Jan werd belegerd in L'Isle-Jourdain, gevangengenomen en in 1443 opgesloten in Carcassonne. Na drie jaar in een kerker te hebben doorgebracht, werd de graaf van Armagnac in 1446 vrijgelaten. Toen hij opgesloten was, werden zijn graafschappen bestuurd door koninklijke ambtenaren. Dit bleef ook zo na zijn vrijlating.
Jan IV overleed op 54-jarige leeftijd.

## Huwelijken en nakomelingen
Op 16 juni 1407 huwde hij in Nantes met Blanche (1395-1419), dochter van hertog Jan IV van Bretagne. Ze kregen een dochter:
- Bonne (1416 - voor 1448)

Nadat Jan weduwnaar geworden was, hertrouwde hij op 10 mei 1419 met Isabella (1395-1450), dochter van koning Karel III van Navarra. Ze kregen vijf kinderen:
- Maria (1420-1473), huwde in 1437 met hertog Jan II van Alençon
- Jan V (1421-1473), graaf van Armagnac
- Eleonora (1423-1456), huwde in 1446 met Lodewijk II van Chalon-Arlay, prins van Orange
- Karel (1425-1497), graaf van Armagnac
- Isabella (1430-1476), vrouwe van Quatre-Vallées